# Kladruby nad Labem
Kladruby nad Labem – wieś i gmina w Czechach, w powiecie Pardubice, w kraju pardubickim. Według danych z dnia 1 stycznia 2013 liczyła 655 mieszkańców. Stadnina znana z hodowli koni kladrubskich.